# Сукроменка
Сукроменка — деревня в Щёкинском районе Тульской области. Входит в Лазаревское.

## История
Начало истории деревни Сукроменка, можно отнести ещё к дореволюционному времени, когда барин Сукроменский, построил на этом месте, близ реки Крапивенка, селение из 50 домов. А из-за того, что селение по площади было небольшое, а домов много, и находились они близко друг к другу (или по другому «кучно»), село получило название «Кучино». Данное название и по сей день является народным названием деревни. По состоянию  на 1857 год сельцо Сукроменка относилось к Крапивенкскому уезду. 
Во времена СССР в деревне была развитая инфраструктура: почта, общественная баня, продмаги, телеграф. Два раза в день ходил автобус, из деревни и в деревню, отвозивший рабочих на работу в совхозы и заводы.

## Население
| 2010 |
| ---- |
| 4    |

По состоянию  на 1857 год в сельце Сукроменка проживало 187 прихожан (178 помещичьих). 
Жители: Касьян Новиков с семьей, Иван Новиков, Семен Новиков...
По состоянию на 2015 год, в деревне располагается 19 домов, большая часть которых разрушена и непригодна для жилья. Из числа постоянных жителей 3 человека, порядка 9 домов «сезонных» (владельцы которых приезжают в теплое время года).

## Инфраструктура
Вокруг деревни расположено несколько гектаров полей, засеянных разными культурами, которые принадлежат колхозу «Новая жизнь им. Семенова», основные фермы которого расположены в соседнем посёлке Карамышево.
После распада Советского Союза, постепенно, деревня начала приходить в упадок, многие жители разъехались в соседние сёла, в связи с этим были закрыты телефонный узел, почта, все магазины. Почтовый узел находится в поселке Карамышево, однако почтальоны не разносят почтовые отправления в деревню.
Газ в домах от баллонов, водопровода нет. Воду люди берут из колодцев, которых около 3-4 штук, а так же из родника, расположенного в 2 километрах от деревни.
На сегодняшний день (2015 год) к деревне ведет всего одна дорога, которая по дождливой погоде сильно размывается, в связи с чем проезд становится невозможным.

## Фотографии

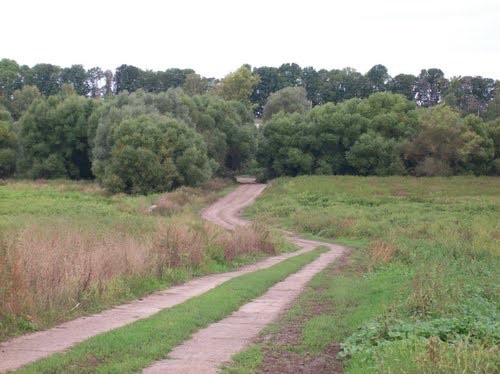
Дорога в деревню
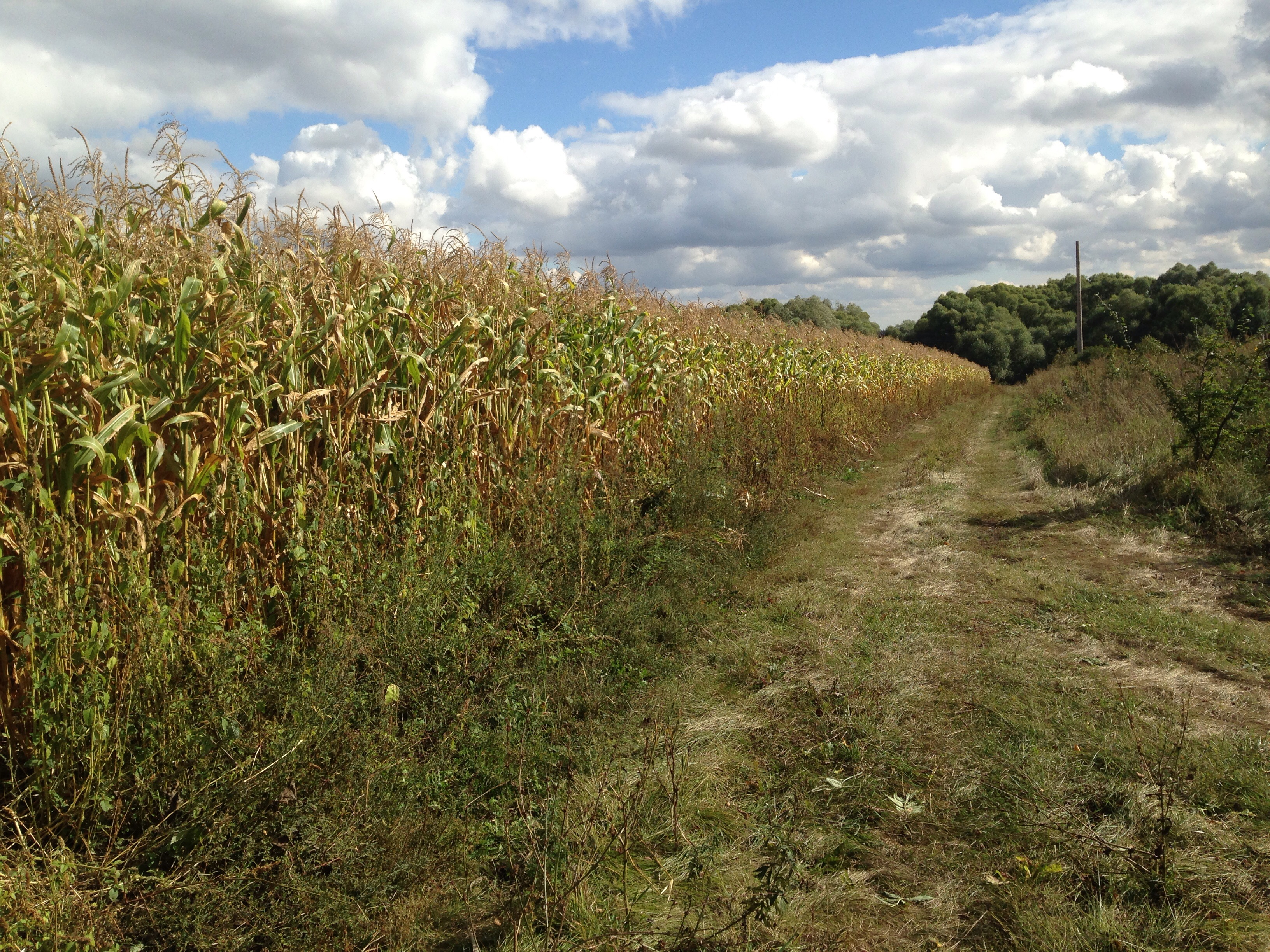
Деревня Сукроменка
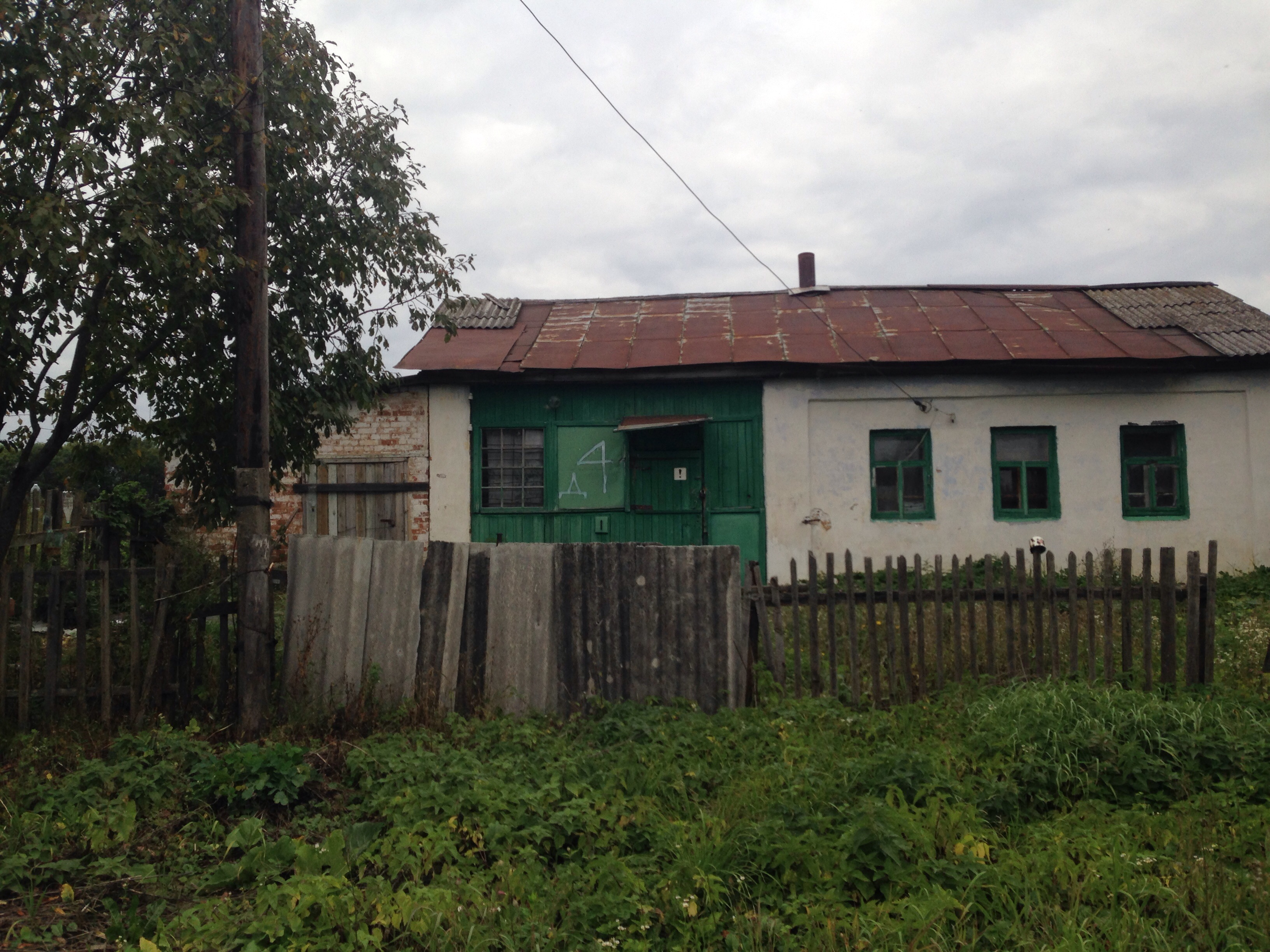
Вид на один из домов